# Круглово (Камешковский район)
Круглово — село в Камешковском районе Владимирской области России, входит в состав Сергеихинского муниципального образования.

## Население
| 1859 | 1897 | 1926 |
| ---- | ---- | ---- |
| 472  | 709  | 723  |

| 1859 | 1897 | 1905 | 1926 | 2002 | 2010 | 2021 |
| ---- | ---- | ---- | ---- | ---- | ---- | ---- |
| 472  | ↗709 | ↗776 | ↘723 | ↘75  | ↘51  | →51  |

## Транспорт
Трасса Москва-Нижний Новгород, 25 км восточнее Владимира д. Хохлово и поворот на север, далее 8км Второво, 2км Мирный, асфальтированная дорога кончается, 8 км до с. Круглово.

## Достопримечательности
- Никольская церковь. 1872 год

В советское время была разрушена и приспособлена под клуб/кинотеатр — разобрали апсиду, в основном объёме устроили будку-киноаппаратную, в трапезную проделали окошечки для демонстрации кинокартин.
В основном объёме сохранились мозаичные полы. Несмотря на все «улучшения» типа вандализма у церкви неожиданно сохранился кованый крест колокольни. При попытке его сбросить он крепко зацепился за поручень площадки звона и так там и остался на долгие годы.
- Памятник жителям села Круглово, погибшим в ВОВ